# K20 (камуфляж)
K20 (в'єт. Kiểu 20, дослівно Тип 20, від 2020 року) – деформаційний військовий камуфляж, прийнятий Народною Армією В'єтнаму. Він був запроваджений для заміни раніше широко використовуваних камуфляжних візерунків K17 та K07. Новий камуфляж був випробуваний командою Міжнародних армійських ігор 2019 року та офіційно прийнятий на озброєння у 2020 році.

## Історія

### Дизайн

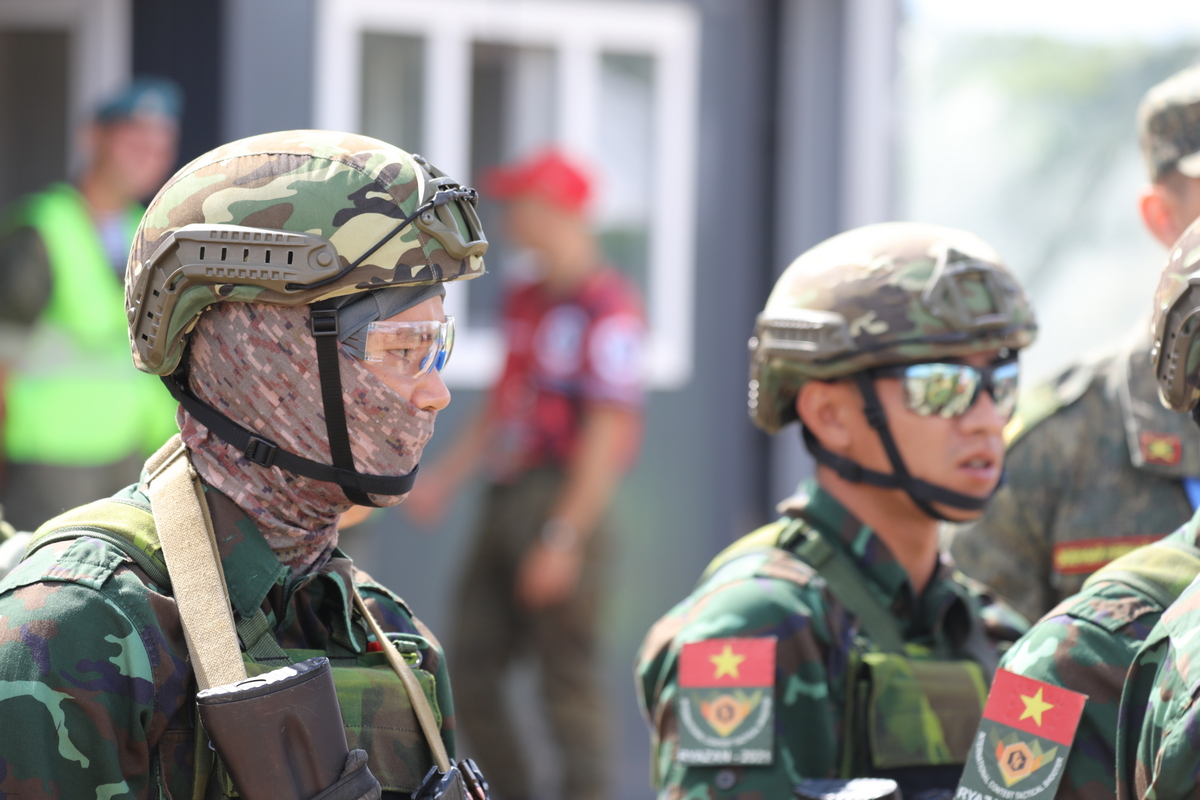
Солдат В'єтнамської народної армії у формі з камуфляжем K20

Бойова форма K20 випускається у п'яти основних кольорах, кожен з яких адаптований до оперативного середовища одного з видів Народної Армії В'єтнаму.

Виготовлена з міцного, водостійкого габардину. Посилені шви в ключових точках навантаження та низькопрофільний крій забезпечують сумісність з бронежилетами, тактичним спорядженням та модульними аксесуарами, не обмежуючи діапазон рухів солдата.

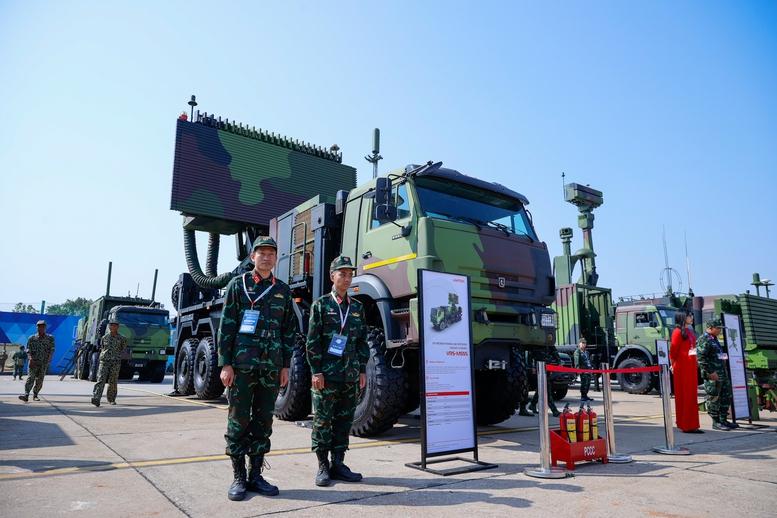
В'єтнамські військовослужбовці у формі K20 під час Виставки оборони В'єтнаму 2024 року.

Штани мають петлі для кріплення по низу та вбудований поясний ремінь для щільного та надійного прилягання, що запобігає зачіпленню за рослинність або спорядження під час швидких маневрів. Рукави оснащені манжетами на ґудзиках для надійної посадки, а комір має металеві тримачі для знаків розрізнення, на яких чітко видно значки роду військ та звань. Вісім стратегічно розташованих кишень — дві на стегнах, дві на стегнах та чотири спереду куртки — дозволяють солдатам носити під рукою необхідні предмети, такі як карти, боєприпаси та засоби зв'язку. Крім того, поясний ремінь забезпечує прилягання форми до тіла. Аксесуари включають знаки розрізнення роду військ, іменні стрічки та значки звань.
Цифровий камуфляжний візерунок уніформи має мікропіксельний шаблон, заснований на візерунку камуфляжу ERDL, з кольоровими схемами, запозиченими безпосередньо з природних ландшафтів В'єтнаму. Цей вдосконалений візерунок забезпечує покращене маскування на різних дистанціях, деформуючи силует власника на різноманітних фонах. Крапки та пікселі у формі зірки тонші, ніж у попередніх цифрових візерунках Type 07, що ще більше покращує можливості малопомітності.

### Застосування
Зразок K20 стане стандартом для такого спорядження, як бойові шоломи, тактичні жилети, кепки-кепі, вантажопідйомні куртки та військові чоботи.

## Версії

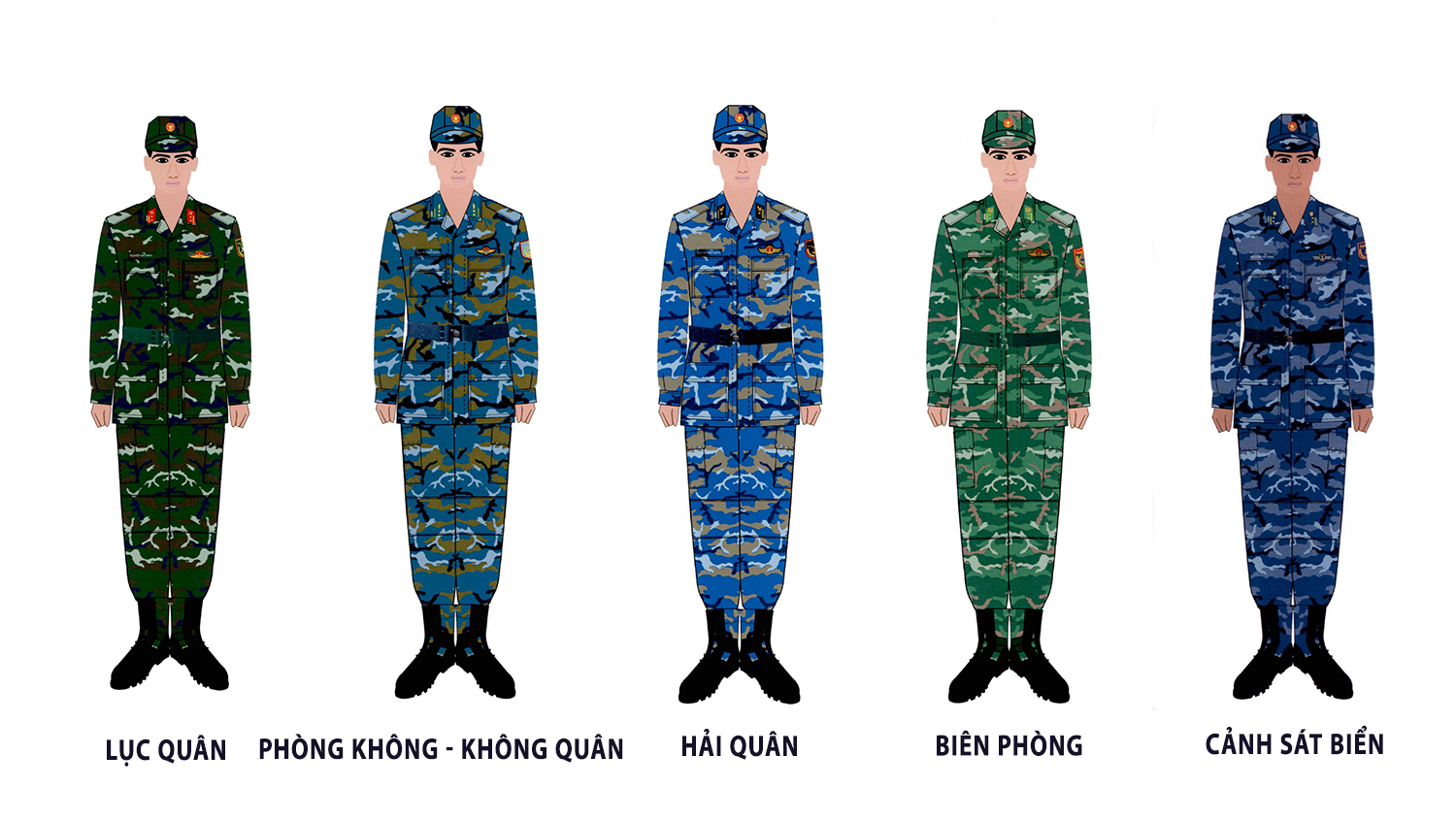
Бойова форма в'єтнамської армії з відповідними кольоровими схемами: Сухопутні війська (загальновійськові), Повітряна оборона - Повітряні сили, ВМС, Прикордонна охорона та Берегова охорона.

П'ять варіантів візерунка для камуфляжу K20 доступні для п'яти видів військ.
Сухопутні війська
Коричневий та джунглево-зелений цифровий камуфляж.
Повітряні сили
Цифровий камуфляж оливкового та світло-блакитного кольорів.
Військово-морський флот
Коричневий та темно-синій цифровий камуфляж.
Прикордонна служба
Темно-сірий та джунглево-зелений цифровий камуфляж.
Берегова охорона
Темно-сірий та темно-синій цифровий камуфляж.